# Emiliano Zapata, Epatlán
Emiliano Zapata är en ort i Mexiko.   Den ligger i kommunen Epatlán och delstaten Puebla, i den sydöstra delen av landet, 120 km sydost om huvudstaden Mexico City. Emiliano Zapata ligger 1 318 meter över havet och antalet invånare är 380.
Terrängen runt Emiliano Zapata är huvudsakligen kuperad, men åt nordost är den platt. Runt Emiliano Zapata är det ganska tätbefolkat, med 155 invånare per kvadratkilometer. Närmaste större samhälle är Izúcar de Matamoros, 7,2 km väster om Emiliano Zapata. I omgivningarna runt Emiliano Zapata växer huvudsakligen savannskog.